# Senato (Trinidad e Tobago)
Il Senato di Trinidad e Tobago (in inglese Senate of Trinidad and Tobago) è la camera alta del Parlamento di Trinidad e Tobago. Essa è affiancata dalla Camera dei rappresentanti, che svolge il ruolo di camera bassa.

## Composizione e poteri
L’Assemblea è composta da 31 senatori, aventi mandato quinquennale e nominati dal Presidente della Repubblica. Essi rappresentano il popolo e compongono il potere legislativo del paese, esercitato appunto dall’Assemblea (che è, tra le due, la camera più debole), la quale ha, oltre a compiti consultivi, quello di scrutinare il procedimento legislativo ed il governo.